# Agardita-(Nd)
L'agardita-(Nd) és un mineral de la classe dels fosfats. És un arsenat de fórmula NdCu²⁺₆(AsO₄)₃(OH)₆(H₂O)₃ que pertany al grup de la mixita. Originalment el mineral no estava completament caracteritzat i va ser publicat sense aprovació. Finalment va ser acceptat l'any 2010, quan es va caracteritzar un mineral de la mina Hilarion, Làurion, Grècia (que alhora és la seva localitat tipus, encara que fos descrit abans a Wittichen, Selva Negra, Alemanya).
Segons la classificació de Nickel-Strunz, l'agardita-(Nd) pertany a «08.DL - Fosfats, etc. amb cations de mida mitjana i gran, (OH, etc.):RO₄ = 2:1» juntament amb els següents minerals: foggita, cyrilovita, mil·lisita, wardita, agardita-(Y), agardita-(Ce), agardita-(La), goudeyita, mixita, petersita-(Y), zalesiïta, plumboagardita, calciopetersita, cheremnykhita, dugganita, kuksita, wallkilldellita-(Mn), wallkilldellita-(Fe) i angastonita.